# Barbara Nowak-Rogowska
Barbara Nowak, primo voto Rogowska, secundo voto Wiśniewska (ur. 4 marca 1947 w Krakowie) – polska koszykarka, brązowa medalistka mistrzostw Europy (1968), 12-krotna mistrzyni Polski.

## Kariera sportowa
Karierę sportową rozpoczęła w Wawelu Kraków, od 1964 do 1981 była zawodniczką Wisły Kraków. Z krakowskim klubem zdobyła 12 tytułów mistrzyni Polski (1965, 1966, 1968, 1969, 1970, 1971, 1975, 1976, 1977, 1979, 1980, 1981) i 4 tytuły wicemistrzyni Polski (1967, 1972, 1973, 1974).
Z reprezentacją Polski juniorek wystąpiła na mistrzostwach Europy w 1965, zajmując 4. miejsce. Z reprezentacją Polski seniorek zdobyła brązowy medal mistrzostw Europy w 1968, zagrała też na mistrzostwach Europy w 1970 (6 m.), 1972 (9 m.) i 1974 (9 m.). Łącznie w I reprezentacji Polski wystąpiła w 159 spotkaniach.
Ukończyła studia psychologiczne na Uniwersytecie Jagiellońskim.
Jej mężem był koszykarz Wisły Kraków Waldemar Wiśniewski (1951-2002).